# Крейсера типа «Нин-Хай»
Крейсера типа «Нин-Хай» — серия из двух лёгких крейсеров ВМС Китая. В 1930-е годы — наиболее современные корабли китайского флота и наименьшие в классе лёгких крейсеров. Позднее — лидеры эскортных кораблей (эскортные крейсера) японского флота. Участвовали в Японо-китайской и Второй мировой войне на Тихом океане.
В соответствии с Лондонским морским договором 1930 года Часть 3. крейсера типа «Нин-Хай» соответствуют крейсерам категории «b» (стандартное водоизмещение более 1850 «длинных» тонн [1880 метрических тонн], главный калибр артиллерийской установки более 130-мм и менее 155-мм). В соответствии с Лондонским морским договором 1936 года Часть 1 крейсера типа «Нин-Хай» соответствуют лёгким силам и крейсером не является (стандартное водоизмещение до 3000 «длинных» тонн [3048 метрических тонн], главный калибр артиллерийской установки не более 155-мм).

## Представители
- «Нин-Хай» («Ning Hai») — заложен 20 февраля 1931 года на верфи фирмы «Harima Zosensho» в Харима (Япония), спущен на воду 10 октября 1931 года, введен в строй 1 сентября 1932 года. С 1944 года «Иосима» («Ioshima»).
- «Пин-Хай» («Ping Hai») — заложен 28 июня 1931 года на верфи «Kiangnan» в Шанхае (Китай), спущен на воду 28 сентября 1935 года, введен в строй 18 июня 1936 года. С 1944 года «Ясосима» («Yasoshima»)

## История строительства
К концу 1920-х годов крейсерские силы ВМФ Китая состояли из четырёх бронепалубных крейсеров постройки конца XIX века и двух учебных крейсеров, поступивших накануне первой мировой войны (крейсерами также считались и несколько канонерских лодок). Принятая в 1929 году правительством партии Гоминьдан масштабная военно-морская программа предполагала оснащение китайского флота авианосцем, двумя тяжёлыми и двумя лёгкими крейсерами. Фактически по финансовым условиям Китай мог вести переговоры о заказе только лёгких крейсеров уменьшенного тоннажа. После переговоров с кораблестроительными компаниями Великобритании, США, Германии и Японии в конце 1930 года было достигнуто соглашение с японской фирмой «Харима».
Контракт предполагал строительство одного крейсера в Японии, а второго — в Китае при техническом содействии японской стороны. Несмотря на ухудшение японо-китайских отношений — вооружённые конфликты в Маньчжурии и Шанхае — строившийся в Японии крейсер «Нин-Хай» был сдан в короткие сроки и прибыл в Китай в 1932 году. Однако строительство «Пин-Хая» в Шанхае фактически остановилось из-за отзыва японских специалистов. Китай делал попытки достроить корабль самостоятельно, в том числе — с привлечением немецких фирм, но фактически работы возобновились только с возвращением в августе 1934 года на шанхайскую верфь японцев во главе с директором фирмы «Харима». В октябре 1935 года «Пин-Хай» был переведен в Японию, где прошёл окончательную достройку.

## Конструкция
В основу проекта был взят японский экспериментальный лёгкий крейсер «Юбари», совмещавший малые размеры с сильным вооружением. В крейсерах типа «Нин-Хай» японские конструкторы продемонстрировали дальнейшее развитие этой идеи, разместив в ещё меньшем корпусе более мощное вооружение, отказавшись при этом от высокой скорости. Таким образом «Нин-Хай» и «Пин-Хай» стали самыми миниатюрными лёгкими крейсерами в мире (хотя иногда данный тип классифицируется как шлюп или канонерская лодка).
«Нин-Хай» имел достаточно широкий стальной корпус с протяженным полубаком, сдвоенную массивную дымовую трубу, две трёхногие мачты, совмещенные с возвышенными надстройками. Броневая защита корпуса состояла из главного пояса высотой 3,5 м в дюйм толщиной в центральной части и более узкого пояса по ватерлинии в 1,5 м в 3 дюйма брони на носу и корме; плоская бронепалуба имела толщину в 19 мм в центральной части и 25 мм в оконечностях корабля.
При водоизмещении всего в 2,5 тыс. тонн основное вооружение малого легкого крейсера было сопоставимо с артиллерией гораздо более крупного корабля и составляло шесть 5,5-дюймовыми орудий в трёх двухорудийных башнях. Башни располагались вдоль корпуса по «ретирадной схеме»: одна — на возвышенном полубаке, две последовательно-возвышено — в кормовой части. На фок-мачте была установлена лицензионная автоматическая система управления огнём фирмы «Виккерс». Зенитное вооружение составляли шесть 3-дюймовых зенитных орудий — четыре побортно, по одному на носовой и кормовой надстройках, а также десять пулеметов. В районе дымовой трубы у каждого борта располагалось по сдвоенному поворотному 533-миллиметровому торпедному аппарату. Также предполагалось базирование на «Нин-Хае» двух поплавковых гидросамолётов «Аиши АВ-3»: один в закрытом ангаре, другой открыто на палубе. Катапульты для запуска не предусматривалось, гидросамолёты надлежало спускать на воду при помощи крана с остановкой судна.
Крейсер имел архаичную двигательную установку: вместо ставших привычными в 30-е гг. турбин три винта приводили в действие три вертикальные 4-цилиндровые паровые машины тройного расширения (две в носовых боковых машинных отделениях, одно в центральном кормовом МО), которые снабжали четыре водотрубных паровых котла (два в носовом котельном отделении — с угольным отоплением; два в кормовом КО — с мазутным). «Нин-Хай» развивал при испытаниях мощность в 10,5 тыс. л. с. и развивал скорость в 22 (по другим данным — в 23) узла, что было явно недостаточно для боевого корабля подобного класса.

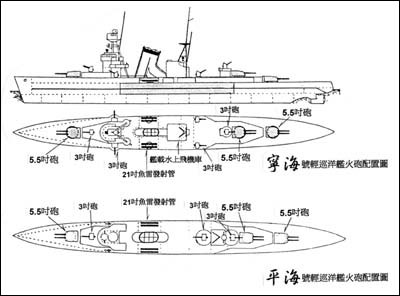
Схема крейсера «Нин-Хай»

При эксплуатации «Нин-Хая» были замечены серьёзные проблемы с остойчивостью судна, в связи с чем при достройке «Пин-Хая» в проект были внесены изменения. Кормовая паровая машина и один из котлов были сняты, на их месте был уложен балласт; число валов сократилось до двух; мощность корабля снизилась до 7,5 тыс. л. с., а максимальная скорость — до 21 узлов. Также для улучшения остойчивости были уменьшены верхние надстройки, облегчена фок-мачта, сокращено зенитное вооружение. «Пин-Хай» не имел торпедного вооружения и не нес гидросамолётов (по некоторым данным, торпедные аппараты были сняты и на «Нин-Хае»).
Заметно выделяясь на фоне устаревших бронепалубных крейсеров китайского флота, «Нин-Хай» и «Пин-Хай» в сопоставлении с морскими силами других держав, оперировавшими в водах Китая, могли рассчитывать на успех в сражении разве что с канонерками. Противодействовать более крупным кораблям, особенно в открытом море, тихоходные китайские лёгкие крейсера были не в состоянии. По существу, при своей малочисленности, им отводились лишь представительские функции.

## Служба в китайском флоте
26 августа 1932 года «Нин-Хай» был торжественно встречен в Шанхае. Впервые за прошедшие 20 лет ВМС Китая пополнились таким значительным кораблем. Сразу по прибытии крейсер стал флагманом 1-й эскадры Центрального флота. В июне 1934 г. «Нин-Хай» побывал с визитом в Иокогаме, присутствовал на военно-морском параде по случаю похорон адмирала Того. Летом 1935 г. из-за внутриполитических разногласий в китайском руководстве между 1-й (Шанхайской) и 3-й (Кантонской) эскадрами едва не произошло сражение. Глава центрального правительства Чан Кайши потребовал перевода из Кантона (Гуанчжоу) в свою столицу Нанкин двух старых бронепалубных крейсеров — 2-рангового «Хай-Чи» и 3-рангового «Хай-Чжэнь». Однако оппозиционный к Чан-Кайши командующий Центральным флотом адмирал Чжэн Шоугуань, чтобы не допустить появления у правительства неподконтрольных ему морских сил, обвинил команды кантонских крейсеров в мятеже и послал против них свои корабли.
21 июня 1935 года близ Гонконга «Хай-Чи» и «Хай-Чжэнь» встретили шанхайскую эскадру. Помимо флагманского «Нин-Хая» в неё входили однотипные с «Хай-Чжэнем» старые бронепалубные крейсера 3-ранга «Хай-Юн» и «Хай-Чоу», учебный крейсер «Ин-Суэй» и канонерская лодка «Юн-Сян». Бывший флагман 4300-тонный «Хай-Чи» был по-прежнему самым крупным кораблем китайского флота с мощным вооружением из двух 8-дюймовых и десяти 4,7-дюймовых орудий; однако его команда не решилась вступить в бой с гораздо меньшим, но более современным шанхайским крейсером. После нескольких выстрелов с «Нин-Хая» кантонские крейсера повернули к Гонконгу. Шанхайская эскадра заблокировала их в британской колонии, но Чан-Кайши перебросил к месту инцидента свою авиацию. В конце концов, конфликт был преодолен мирным путём.
С апреля 1937 года флагманом 1-й китайской эскадры стал более новый «Пин-Хай», который пробыл в этой роли всего полгода. В июле 1937 г. началась Японо-китайская война (1937—1945). Не решаясь вступить в бой с превосходящими силами японского флота, китайцы затопили свои старые крейсера для заграждения фарватера, а более современные «Пин-Хай», «Нин-Хай» и «Ин-Суэй» были отведены под защиту береговых батарей на базу Цзянцзинь в устье Янцзы. 23 сентября более 60 японских самолётов, поднявшихся с авианосца «Кага» и полевых аэродромов близ Шанхая, атаковали китайскую эскадру с воздуха. Четыре самолёта были сбиты огнём зенитных орудий, но «Пин-Хай» в результате попаданий затонул на мелководье у берега, а «Нин-Хай» получил повреждения и был потоплен во время следующего авианалёта 25 сентября.

## Служба в японском флоте

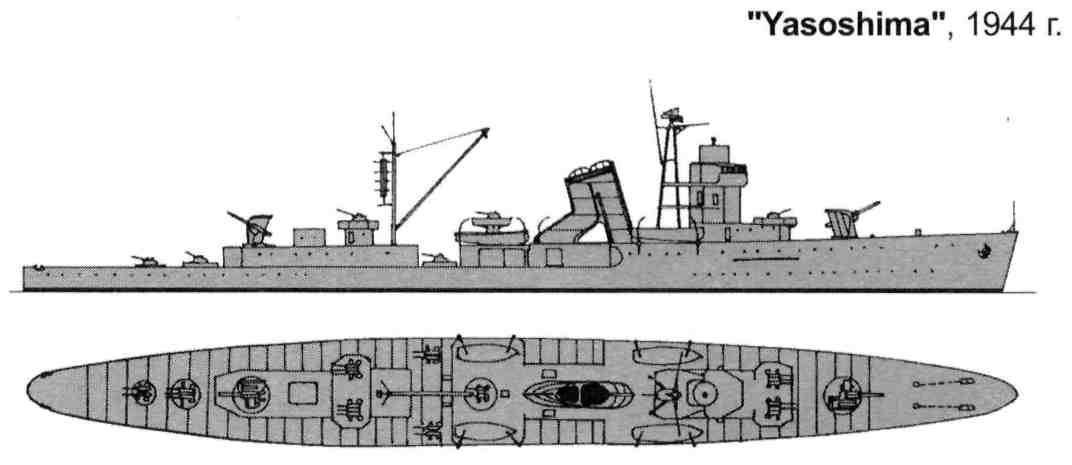
Схема крейсера «Ясосима» (бывш. «Пин-Хай»)

7 декабря 1937 г. японские войска заняли Цзянцзин. В апреле 1938 г. китайские крейсера были подняты и отбуксированы в Шанхай, где прошли временный ремонт. Некоторое время «Нин-Хай» использовался как плавучая казарма. Японцы предполагали передачу бывших китайских крейсеров флоту марионеточного правительства Ван Цзинвэя, однако в 1943 г. сами решили использовать трофейные корабли как лидеры эскортных соединений, для чего они должны были пройти полную реконструкцию. Перестроечные работы начались на бывшем «Нин-Хае» в декабре 1943 г., на «Пин-Хае» — в январе 1944. 1 июня 1944 г. корабли переименовали соответственно в «Иосима» и «Ясосима». Их котлы были переведены на нефтяное отопление; полностью изменилось вооружение: по два 120-мм универсальных, тридцать пять 25-миллиметровых зенитных орудий и восемь крупнокалиберных пулеметов, а также два бомбомета и два бомбосбрасывателя для глубинных бомб.
19 сентября 1944 г. «Иосима» была потоплена к югу от о. Хонсю (Япония) американской субмариной «Шэд»: 19 сентября 1944 года за несколько часов до рассвета подводная лодка «Шэд» при помощи радиолокационных и акустических приборов обнаружила южнее острова Хонсю два корабля противника. Лодка начала сближение с кораблями в надводном положении, а на рассвете погрузилась, чтобы избежать встречи с эскадренным миноносцем и продолжать сближение, идя подводным ходом. В 5 час. 53 мин. второй из обнаруженных кораблей сделал неожиданный поворот, который привел к тому, что лодка оказалась в очень выгодном положении для атаки. Под углом встречи 90° командир лодки выпустил четыре торпеды, а затем дал приказание уйти на глубину, так как появился охотник за подводными лодками. Послышались три характерных взрыва торпед. (По мнению американцев, они потопили фрегат «Иводзима»).
«Ясосима» участвовала в сражении за Филиппины, сопровождая конвои эвакуируемых войск. 25 ноября 1944 года эскортный крейсер был потоплен американскими самолётами с авианосца «Тикондерога» вместе с тяжёлым крейсером «Кумано» в гавани Санта-Крус острова Лусон. В 1947 году корпус бывшего «Пин-Хая» был поднят и возвращен в Китай, где использовался как плавучий причал.